# Eremophila arbuscula
Eremophila arbuscula är en flenörtsväxtart som beskrevs av Chinnock. Eremophila arbuscula ingår i släktet Eremophila och familjen flenörtsväxter. Inga underarter finns listade i Catalogue of Life.